# Rubus pullifolius
Rubus pullifolius är en rosväxtart som beskrevs av William Charles Richard Watson. Rubus pullifolius ingår i släktet rubusar, och familjen rosväxter. Inga underarter finns listade i Catalogue of Life.